# Bozorius
Bozorius, pseudonimo di Maurizio Bozzi (Arezzo, 22 giugno 1957), è un bassista, produttore discografico e compositore italiano.
Vanta collaborazioni con musicisti internazionali e italiani. Ha all’attivo ventotto album sia come solista sia come membro di gruppi.

## Biografia
Nasce a Arezzo il 22 giugno 1957, da Mario Bozzi e Silvana Benigni. Ha iniziato a suonare il basso all’età di quattordici anni nel gruppo di musica da ballo assieme al cugino Enzo Ghinazzi (in arte Pupo) capeggiati dal padre Mario Bozzi, fisarmonicista e dallo zio Narciso, sassofonista.
Nei primi anni ’70 viene influenzato sia dal rock californiano che dal jazz elettrico, in particolare dallo stile virtuoso di Jaco Pastorius.
Dopo varie esperienze in gruppi blues rock e jazz locali nel 1978 prende parte come session man al tour sudamericano dei Manuel Santos.
Nei primi anni ’80 partecipa, sempre come session man, al tour negli Stati Uniti d'America e in Canada di Pupo ed è proprio nel 1981 che incontra Angel “Pocho” Gatti, pianista e compositore jazz, conosciuto per le sue collaborazioni con Frank Sinatra, Gerry Mulligan e Astor Piazzolla. Con Gatti, Bozorius produce due album in studio e un live registrato all’Internato Jazz Festival di Zagabria del 1981.
Nel 1982, invece, inizia il lungo sodalizio artistico con il pianista, compositore e arrangiatore Fabrizio Festa con cui fonda il gruppo jazz-rock “Festa Group”, che vede alla chitarra Riccardo Galardini e alla batteria Walter Paoli, sostituito poi da Claudio Cuseri, e con cui pubblica tre dischi, “Congo Square”, “Montreux Live” e “Strings” e si esibisce in diversi concerti e festival jazz in tutta Europa. Oltre al “Festa Group” il suo sodalizio con Fabrizio Festa continua per tutti gli anni ’90 attraverso varie collaborazioni in molti brani di musica contemporanea firmati dallo stesso Festa con cui si esibisce nei più importanti teatri italiani.
Nel 1986 Bozorius firma un contratto con la casa editrice Bèrben specializzata in metodi per strumenti musicali per cui scrive e pubblica il suo primo metodo di tecnica per basso elettrico “Il basso elettrico” che nel corso degli anni ha venduto oltre ventimila copie, a cui seguiranno nel 1990 “L’improvvisazione nel Basso Elettrico” e nel 1992 “I grandi riff del basso elettrico”.
Nel corso della sua carriera Bozorius suona come session man per molte popstar italiane: Pupo, Eros Ramazzotti, Raf, Fiordaliso, Zucchero, Marco Masini) collaborando con i produttori Giancarlo Bigazzi e Marco Falagiani, alternando la sua attività a jam session e concerti con grandi interpreti del jazz italiano e internazionale tra cui Chet Baker, Gerry Mulligan, Massimo Urbani, Franco D'Andrea, Ted Curson, Enrico Rava, Fabio Morgera, Stefano Bollani, Paolo Fresu.
Nel 1996 Bozorius partecipa al tour mondiale di Marco Masini e nel 1999 suona, come sostituto di Jeff Berlin, nel tour Europeo Eleventh House del chitarrista americano Larry Coryell, suonando al fianco del batterista Alphonse Mouzon e del trombettista Shunzo Ono. Sempre nello stesso anno affianca Coryell e Al Di Meola nel concerto del 2 agosto in Piazza Maggiore a Bologna, che commemora la strage della stazione avvenuta nel 1980.
Dal 1999 diventa direttore artistico del Jazz Club Arezzo e continua ad esserlo.
Nel 2004 Bozorius fonda l’etichetta discografica indipendente Drycastle Records, specializzata in musica jazz, blues e pop/rock, con cui in poco meno di vent’anni ha prodotto circa ottanta album e il suo nuovo metodo di basso “Surfin’ the groove” sia in italiano che in inglese.
Nel 2018 crea il trio AB&C, assieme al pianista Francesco Attesti e al batterista Maicol Cucchi, riarrangiando brani di musica classica in chiave progressive, nel 2019 suonano in USA, Russia e Francia.

### Vita Privata
Laureato in Medicina e Chirurgia nel 1983 e specializzato in Anestesia e Rianimazione nel 1986.
Si sposa nel 1987 con Adelia Mazzi con la quale ha tre figli.

## Discografia

### Solista[5]
- 2006, Bozorius[6]
- 2011, J.S.Bach: Two Part Inventions For Electric Bass
- 2013, The Wild Cat Ranch sessions
- 2018, Cyber Tracks

### Gruppi musicali
- 1980, La Valle Della Luna (Gatti, Giusti, Forti & C.)
- 1981, Singing Our Songs (Gatti, Giusti, Forti & C.)
- 1987, Congo Square (Festagroup)
- 1988, Montreux Live (Festagroup)
- 1989, Strings (Festagroup)
- 2004, All The Things We Are (The Sultans of Swing)
- 2005, Vinyl (Festagroup)
- 2008, Our Favourite Friends (The Sultans)
- 2010, Panic Attack (The Blues Collective)
- 2010, Neogothic Progressive Toccatas (Three Monks)
- 2013, The Legend of the Holy Circle (Three Monks)
- 2018, Confessioni di un Musicante (Malandrini in Folk)
- 2020, Stairway to Bach (AB&C)
- 2021, White Noise (White Noise)

### Collaborazioni
- 1987, Fiordaliso (Fiordaliso)
- 1987, Svegliarsi un anno fa (Raf)
- 2006, Canto perché non sò nuotare...da 40 anni (Massimo Ranieri)
- 2006, Playboy (Carlo Colombo)
- 2007, Jazz Handle (Lene Riebau)
- 2007, Liberamente Tratto (Aleandro Baldi)
- 2009, Design (Carlo Colombo)
- 2010, Alquimia (Tamanduà)
- 2011, Gypsy Bop (Dario Napoli)
- 2013, I'll Be Waiting (Paolo Amulfi)
- 2014, Make it a Sunny Day (Dario Napoli)
- 2015, Olio di Cacao (Tamanduà)

## Metodi Didattici
- 1986, Il basso elettrico (Edizioni Berben/(Curci)
- 1989, L'Improvvisazione nel Basso Elettrico (Edizioni Berben/(Curci)
- 1991, I Grandi Riff del Basso Elettrico (Edizioni Berben/(Curci)
- 2018, Surfin' the groove (Drycastle Records)